# Anoplodactylus brochus
Anoplodactylus brochus är en havsspindelart som beskrevs av Child, C.A. 1996. Anoplodactylus brochus ingår i släktet Anoplodactylus och familjen Phoxichilidiidae. Inga underarter finns listade i Catalogue of Life.